# Sistema Avançado de Informação sobre Passageiros
O Sistema Avançado de Informações sobre Passageiros (em inglês: Advance Passenger Information System, APIS) é um sistema eletrónico de intercâmbio dos dados pessoais dos passageiros que entram e saem, existente em vários países do mundo, e criado por iniciativa da Alfândega e Proteção de Fronteiras dos EUA.
O APIS exige o fornecimento obrigatório de uma quantidade de elementos de dados (detalhes de identificação do passaporte e informações básicas sobre o voo) das companhias aéreas comerciais e dos operadores de navios para os sistemas informáticos das autoridades de imigração e proteção de fronteiras do país de destino do passageiro. As informações exigidas devem estar todas em conformidade com as especificações dos formatos das Mensagens da Lista de Passageiros UN/EDIFACT (PAXLST).
Desde maio de 2009, os pilotos das aeronaves privadas também são obrigados a fornecer todas as informações necessárias. Os regulamentos entraram em vigor em dezembro de 2008 com um período de cumprimento voluntário de 180 dias.
Nos EUA, existe também o eAPIS (APIS eletrónico) que é um sítio web (website) público que permite que os pequenos operadores comerciais, de forma intuitiva, transmitam todos os dados eletronicamente ao CBP.
Ao viajar de ou para determinados países, os passageiros estão obrigados obrigados a fornecer antecipadamente todas as informações antecipadas sobre os passageiros (API) antes do registo de entrada (check-in) ou, caso contrário, estão legalmente proibidos de viajar para estes países. Estes países incluem:
- Antígua e Barbuda
- Austrália
- Barbados
- Bélgica
- Brasil
- Canadá
- China (República Popular da)
- Costa Rica
- Cuba
- República Dominicana
- França
- Granada
- Índia
- Irlanda
- Jamaica
- Japão
- Maldivas
- México
- Panamá
- Portugal
- Coreia do Sul
- Rússia
- Santa Lúcia
- Espanha
- Taiwan (República da China) (Formosa)
- Trindade e Tobago
- Reino Unido
- Estados Unidos da América

As informações obrigatórias a fornecer incluem os seguintes dados completos:
- Nome completo (sobrenome, nome, e nome do meio, se aplicável)
- Género
- Data de nascimento
- Nacionalidade(s)
- País de Residência
- Tipo de documento de viagem (normalmente, o passaporte)
- Número do documento de viagem (data de validade e país de emissão do documento)
- Endereço da primeira noite passada nesse país de destino (não obrigatório apenas para os cidadãos nacionais desse próprio país de destino, ou para os residentes permanentes legais de longa duração nesse próprio país de destino)

## União Europeia
Na União Europeia, a Directiva 2004/82/CE do Conselho, de 29 de Abril de 2004, relativa à obrigação de comunicação de dados dos passageiros pelas transportadoras, determina que as empresas de transporte que transportam pessoas através das fronteiras externas do Espaço Schengen e da UE, são obrigadas a fornecer todos os seguintes dados completos às autoridades de imigração e proteção de fronteiras e às autoridades aduaneiras do estado-membro de destino, antes do início de uma viagem com destino ao Espaço Schengen ou à UE:
- o número e o tipo do documento de viagem utilizado,
- a nacionalidade,
- o nome completo,
- a data de nascimento,
- o ponto de passagem da fronteira à entrada no território dos Estados-Membros,
- o código do transporte,
- a hora de partida e de chegada do transporte,
- o número total de passageiros incluídos nesse transporte,
- o ponto inicial de embarque.

Os dados são recolhidos obrigatoriamente com o objetivo de permitir o controlo fronteiriço e, assim, impedir a entrada de imigrantes irregulares ou ilegais, terroristas, e suspeitos de outros crimes, e impedir o contrabando, e podem também ser utilizados para quaisquer outras finalidades sempre que tal sirva o objetivo do desempenho normal das funções e competências das autoridades de imigração e proteção de fronteiras e das autoridades aduaneiras enquanto tal, como por exemplo através da utilização destes dados como provas no processo penal devido à entrada não autorizada servem como prova do país de partida de uma pessoa rejeitada na fronteira. Quando os dados já não forem necessários para estas finalidades, devem ser eliminados pelas autoridades de imigração e proteção de fronteiras e autoridades aduaneiras o mais tardar 24 horas após a entrada. Em qualquer caso, os transportadores devem apagar os dados 24 horas após o pouso do avião ou a atracagem do navio. No momento da recolha obrigatória dos dados, os passageiros devem ser informados de que os mesmos serão encaminhados para as autoridades de imigração e proteção de fronteiras e autoridades aduaneiras.

### Alemanha
No caso da Alemanha, a Directiva 2004/82/CE do Conselho, de 29 de Abril de 2004, foi transposta para a legislação deste estado-membro da UE pela Secção 31a da Lei da Polícia Federal, cuja secção é relativa à transmissão dos dados dos passageiros.

### Portugal
No caso de Portugal, a Directiva 2004/82/CE do Conselho, de 29 de Abril de 2004, foi transposta para a legislação deste estado-membro da UE pela Lei n.º 23/2007, relativa ao regime jurídico de entrada, permanência, saída e afastamento de estrangeiros do território nacional.